# Monika Gibas
Monika Juliane Gibas (* 1951 als Monika Juliane Sänger in Lutherstadt Eisleben) ist eine deutsche Historikerin.

## Leben und Wirken
Monika Gibas studierte von 1969 bis 1973 Geschichte, Philosophie und Politische Ökonomie an der Universität Leipzig und schloss mit einem Diplom als Historikerin ab. Anschließend war sie wissenschaftliche Assistentin am Lehrstuhl „Theorie und Geschichte der Geschichtswissenschaft“ der Universität Leipzig und wurde 1979 mit einer Arbeit zur Historiographiegeschichte zum Dr. phil. promoviert. Von 1980 bis 1992 war sie Oberassistentin und habilitierte sich 1990. 1993 bis 1997 war sie wissenschaftliche Mitarbeiterin im Forschungsprojekt „Deutsch-deutsche Propagandageschichte“, das von der Deutschen Forschungsgemeinschaft gefördert wurde. 1998 wurde sie Projektleiterin am Institut für Kultur- und Universalgeschichte Leipzig.
Von 2001 bis 2011 war sie wissenschaftliche Mitarbeiterin und Projektleiterin am Historischen Institut der Friedrich-Schiller-Universität Jena. Seit 2012 ist sie Lehrkraft für besondere Aufgaben und leitet den Fachbereich Geschichte und Öffentlichkeit am Institut für Geschichte der Otto-von-Guericke-Universität Magdeburg.
Der Forschungs- und Publikationsschwerpunkt von Monika Gibas ist die Ideologie- und Kommunikationsgeschichte des 20. Jahrhunderts. Sie arbeitete insbesondere zum Themengebiet Arisierung, zu dem sie mehrere Ausstellungen kuratierte.
Monika Gibas war von 1991 bis 2001 Mitglied im Bundesvorstand des Bundes demokratischer Wissenschaftlerinnen und Wissenschaftler.

## Schriften
Autorin
- Die revolutionäre Nachkriegskrise (1919–1923) im Geschichtsbild der KPD in den Jahren der Weimarer Republik. Dissertation. Universität Leipzig 1979.
- Die Stellung der KPD zur Weimarer Republik. Historisch-politische Wertung, Demokratieverständnis und antifaschistische Strategieentwicklung im Rahmen der Komintern 1933 bis 1939. Habilitationsschrift. Universität Leipzig 1990.
- Propaganda in der DDR. 1949–1989. Landeszentrale für politische Bildung Thüringen, Erfurt 2000, ISBN 3-931426-43-2.
- „Arisierung“ in Leipzig. Verdrängt. Beraubt. Ermordet. Begleitbuch zur Wanderausstellung im Stadtgeschichtlichen Museum Leipzig (Neubau), 11. Juli 2007 bis 11. September 2007. Hrsg. Volker Rodekamp. Stadtgeschichtliches Museum Leipzig, Leipzig 2007, ISBN 978-3-910034-02-0.
Polnisch: „Aryzacja“ w Lipsku. Wyrugowani, ograbieni, zamordowani. Muzeum Historyczne Miasta Krakowa, Krakau 2009, ISBN 978-83-7577-005-6.
- mit Ulrike Krause: Jüdische Soldaten Magdeburgs – Regionalgeschichtliche Aspekte des Ersten Weltkriegs. Mitteldeutscher Verlag, Halle (Saale) 2018, ISBN 978-3-96311-028-3.

Herausgeberin
- mit Dirk Schindelbeck: „Die Heimat hat sich schön gemacht …“. 1959: Fallstudien zur deutsch-deutschen Propagandageschichte. Leipziger Universitätsverlag, Leipzig 1994, ISBN 3-929031-52-3.
- Wiedergeburten. Zur Geschichte der runden Jahrestage der DDR. Leipziger Universitätsverlag, Leipzig 1999, ISBN 3-933240-81-6.
- mit Peer Pasternack: Sozialistisch behaust & bekunstet. Hochschulen und ihre Bauten in der DDR. Leipziger Universitätsverlag, Leipzig 1999, ISBN 3-933240-32-8 (online, ohne Abbildungen, PDF; 695 kB).
- Mitten und Grenzen. Zu zentralen Deutungsmustern der Nation. Leipziger Universitätsverlag, Leipzig 2003, ISBN 3-936522-85-5.
- mit Rüdiger Haufe: „Mythen der Mitte“. Regionen als nationale Wertezentren, Konstruktionsprozesse und Sinnstiftungskonzepte im 19. und 20. Jahrhundert. Bauhaus-Universität, Weimar 2005, ISBN 3-86068-261-X.
- „Arisierung“ in Thüringen. Entrechtung, Enteignung und Vernichtung der jüdischen Bürger Thüringens 1933–1945. Landeszentrale für politische Bildung Thüringen, Erfurt 2006, ISBN 3-937967-06-0.
- mit Justus H. Ulbricht, Rüdiger Stutz: Couragierte Wissenschaft. Eine Festschrift für Jürgen John zum 65. Geburtstag. Glaux, Jena 2007, ISBN 978-3-940265-09-8.
- „Arisierung“ in Leipzig. Annäherung an ein lange verdrängtes Kapitel der Stadtgeschichte der Jahre 1933 bis 1945. Leipziger Universitätsverlag, Leipzig 2007, ISBN 978-3-86583-142-2.
- „Ich kam als wohlhabender Mensch nach Erfurt und ging als ausgeplünderter Jude davon.“ Schicksale 1933–1945. Landeszentrale für politische Bildung Thüringen, Erfurt 2008, ISBN 978-3-937967-39-4.
- „Arisierung“ in Thüringen. Ausgegrenzt. Ausgeplündert. Ausgelöscht. Leipziger Universitätsverlag, Leipzig 2009, ISBN 978-3-86583-351-8.